# Udo Lindenberg

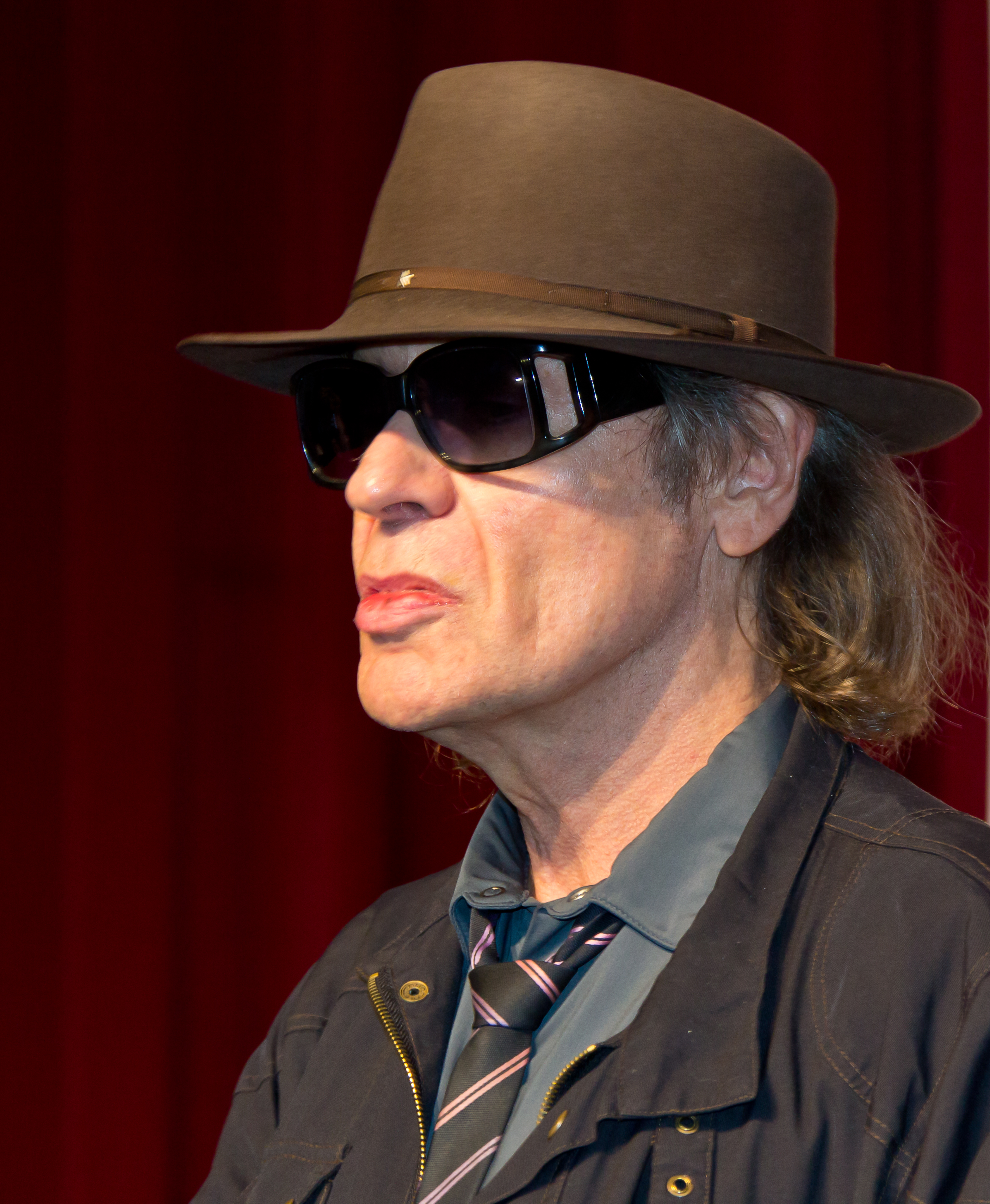
Udo Lindenberg 2014

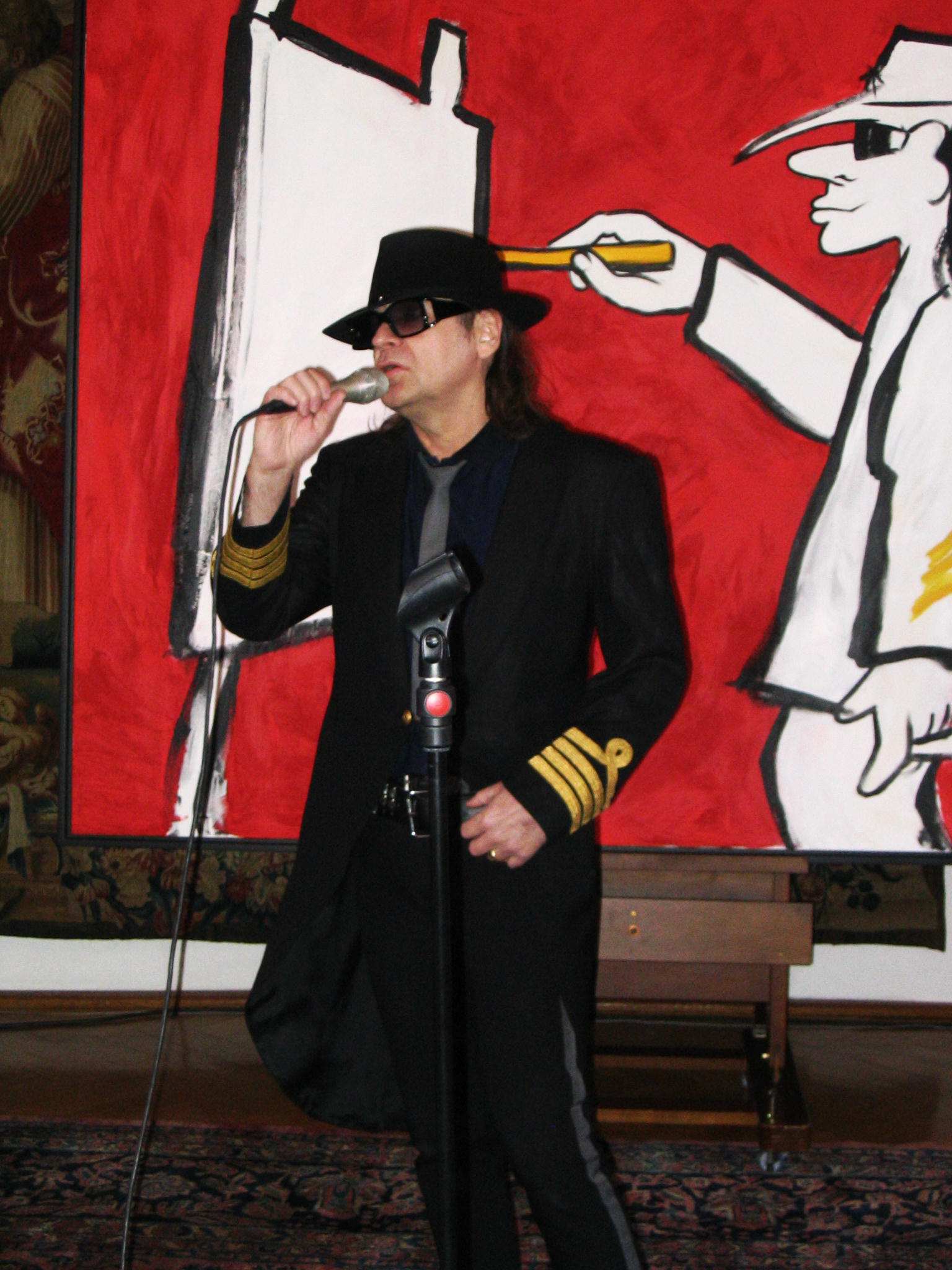
Udo Lindenberg 2005 in Bonn

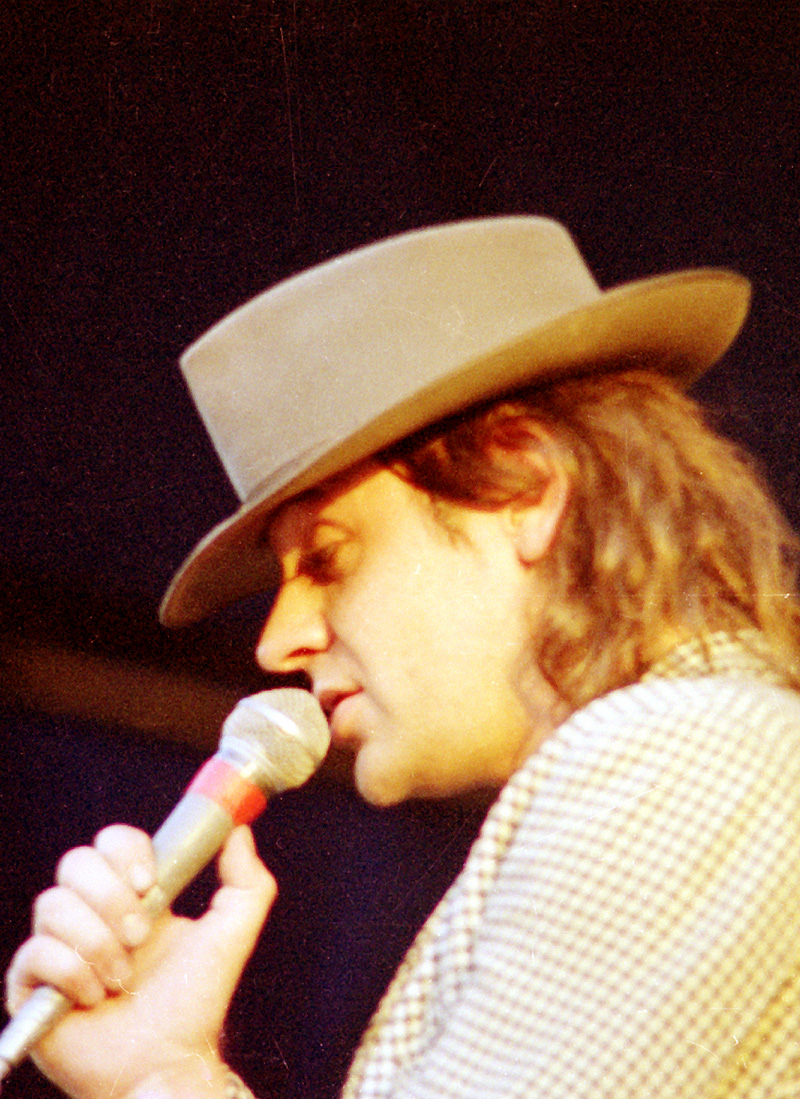
Udo Lindenberg in 1987

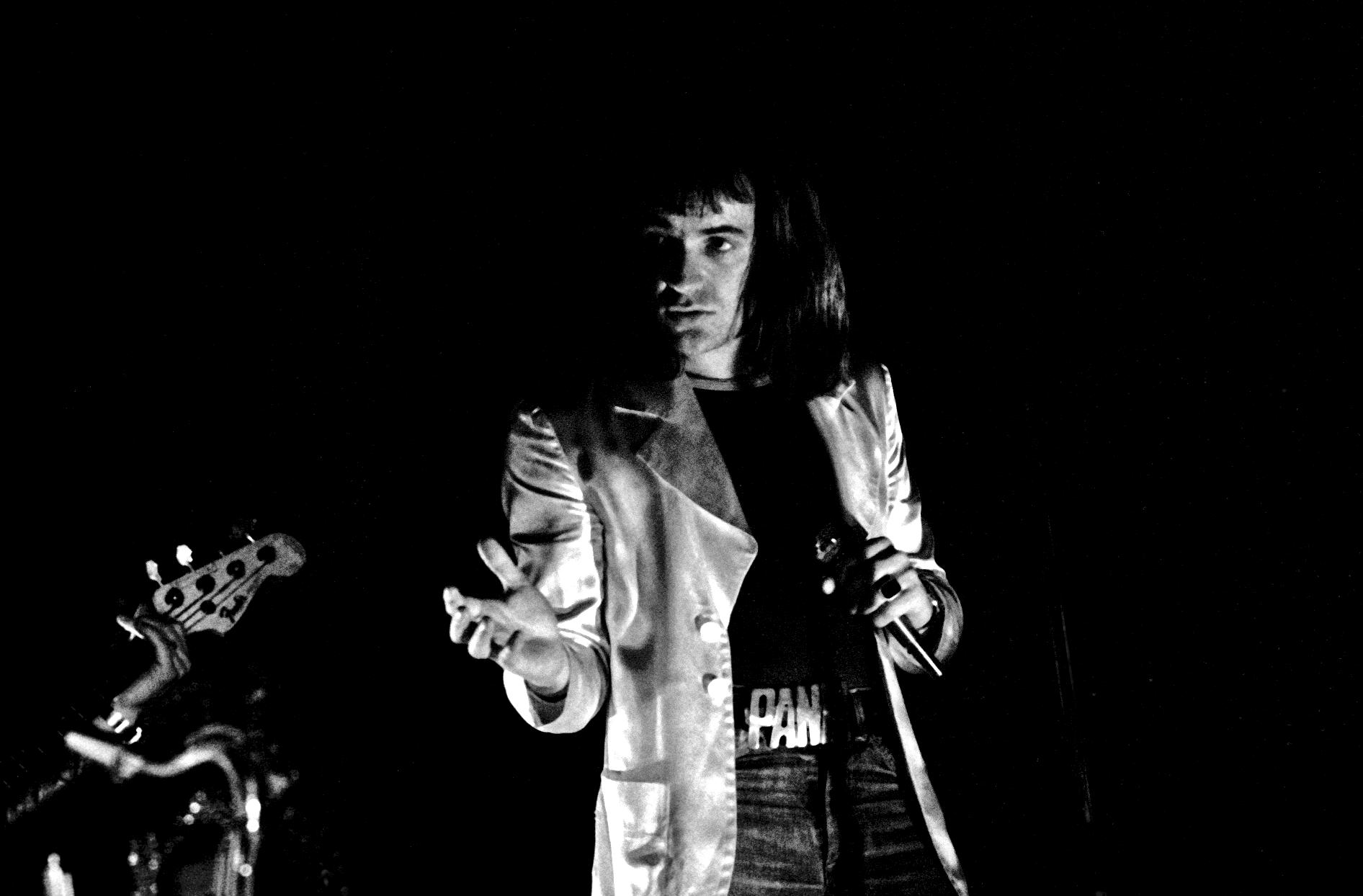
Udo Lindenberg in de Laeiszhalle in Hamburg, 1974

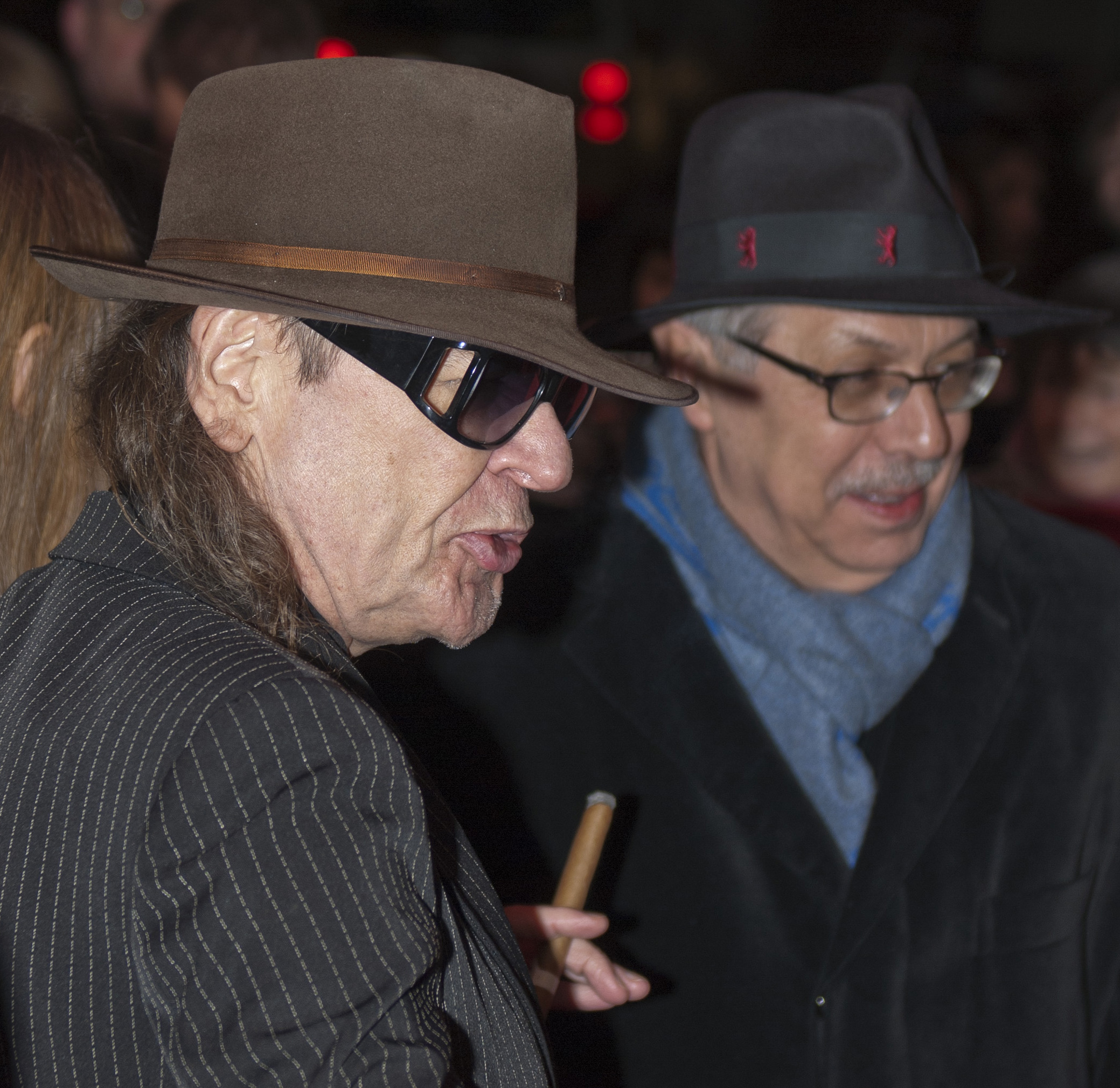
Lindenberg met filmfestivaldirecteur Dieter Kosslick tijdens de Internationale Filmfestspiele Berlin 2011

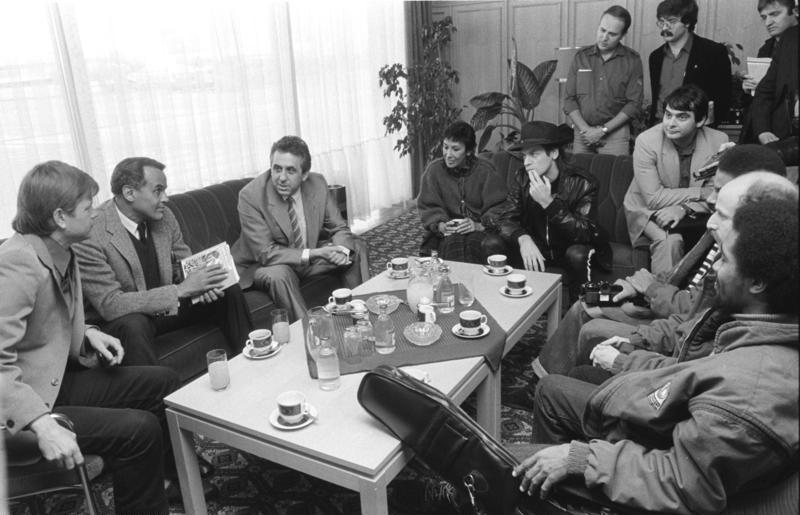
Udo Lindenberg in 1983 in Oost-Berlijn, met onder anderen Harry Belafonte

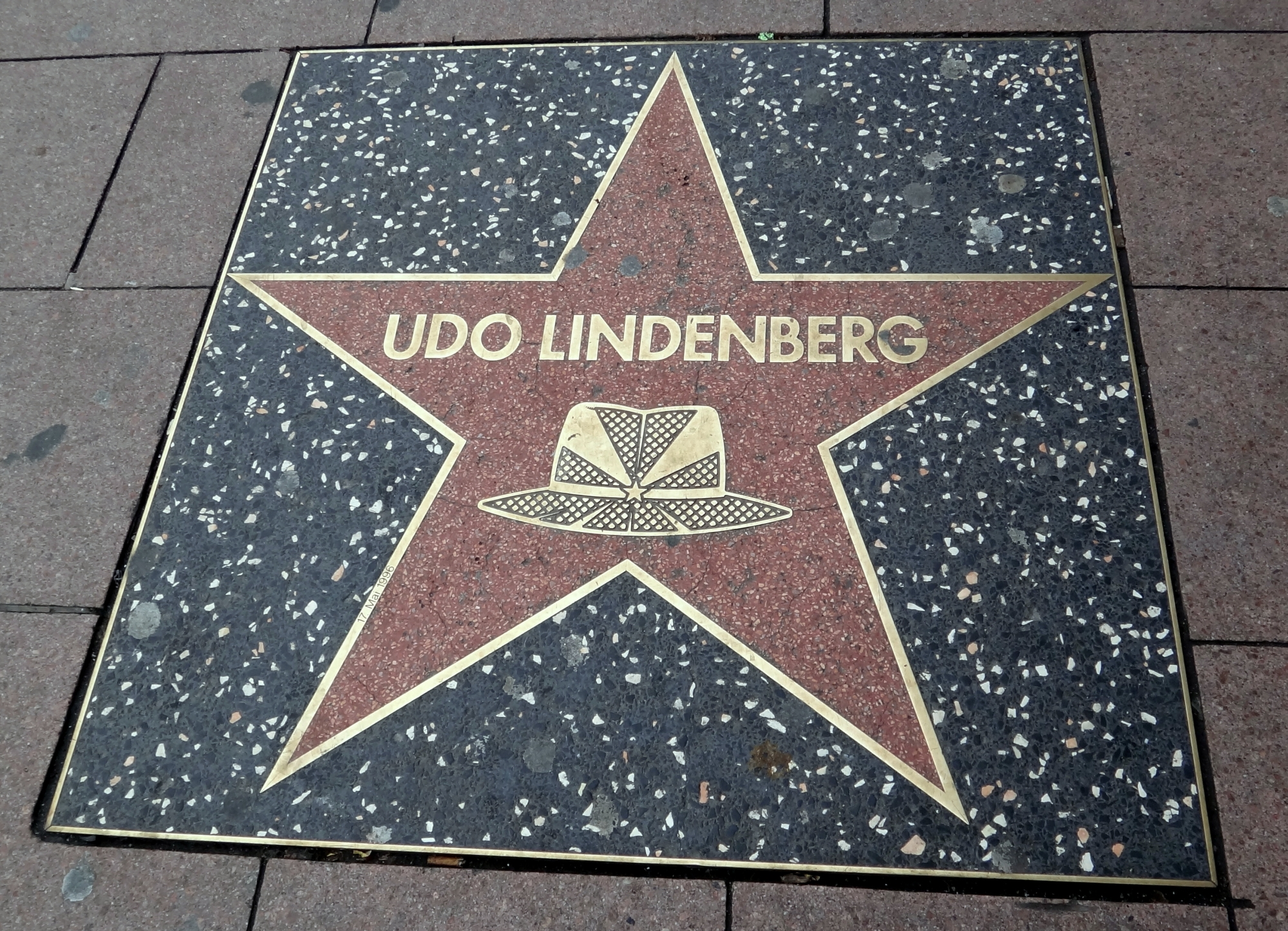
Lindenbergster, Reeperbahn, Hamburg

Udo Lindenberg (Gronau, 17 mei 1946) is een Duits rockmuzikant, schrijver en kunstschilder.
Hij werd in 1973 bekend met de hit Alles klar auf der Andrea Doria en toert sindsdien met het Paniekorkest door Duitsland. Lindenberg zet zich in voor vrijheid, kameraadschap en democratie. Vele liedteksten, concerten en samenwerkingen met andere artiesten zoals Nina Hagen, Jan Delay en Ellen ten Damme getuigen daarvan.

## Jeugdjaren
Udo Lindenberg werd geboren in Gronau, nabij de Nederlandse grens, op 17 mei 1946. Al vroeg in zijn jeugd ontdekte Lindenberg zijn liefde voor het drummen, al had hij slechts eenvoudige trommels bestaande uit benzineblikken. Al snel kon hij op een echt drumstel oefenen in een drumcorps. In 1962 ging hij in de traditie van de Duitse handwerkers op pad om te leren. Zijn omzwervingen voerden hem naar Noord-Duitsland, naar Frankrijk en naar Tripoli (Libië). Hij studeerde aan het conservatorium in Münster. In 1968 woonde hij in Hamburg, en besloot niet in de zeevaart te gaan maar in de muziek. Hij werd lid van een folkgroep. In 1969 werd Udo Lindenberg drummer bij de City Preachers; de eerste folkrockgroep van Duitsland.

## Levensloop als muzikant en kunstenaar
In 1969 richtte Lindenberg zijn eerste band op: Free Orbit. Hij was als studio- en gastmuzikant actief; in 1970 drumde hij met de jazzsaxofonist Klaus Doldinger. In 1971 maakte hij een eerste langspeelplaat met de Jazzrock formatie Emergency. Het jaar daarna maakte hij zijn eerste LP in de Duitse taal: Daumen im Wind. De single Hoch im Norden werd vooral goed verkocht in Noord-Duitsland. In 1973 had hij zijn eerste echte grote hit met de LP Andrea Doria. Lindenberg ging voor het eerst met zijn Panikorchester op tournee. Er volgden vele verdere platen en samenwerkingen. In de jaren 70 bedacht hij veel van zijn 'typetjes' zoals "Rudi Ratlos", "Elli Pyrelli" en "Bodo Ballermann". In 1975 publiceerde Lindenberg zijn eerste boek: Albert Alptraum bis Votan Wahnwitz.
Het album Ball Pompös bestond geheel uit zelfgeschreven composities. Het lukte Lindenberg om in zijn teksten op satirische wijze zijn tijd te belichten; zoals in Leider nur ein Vakuum, waarin hij de consumptiecultuur van de jeugd op de korrel neemt. Ook het daaropvolgende album Votan Wahnwitz blinkt uit in scherpe teksten met soms een bittere of humoristische pointe die door verrassend stevige rockmuziek ondersteund wordt. Bijvoorbeeld Der Malocher und Elli Pirelli.
In 1976 formuleerde Lindenberg in het lied Rock ’n’ Roll Arena in Jena van het album Sister King Kong zijn onmogelijke wens te komen tot een Panik-Tournee door de DDR. In 1979 verscheen Der Detektiv met vele Duitse coverversies van hits als Candle in the Wind van Elton John, Born to Be Wild van Steppenwolf, My Little Town en As Time Goes By (uit de film Casablanca).
In 1980 trad Lindenberg op in de film Panische Zeiten. Zijn gelijknamige album verscheen ook in dat jaar. In 1981 verscheen een tweede boek Rock und Rebellion – ein panisches Panorama. In het jaar 1983 speelde Lindenberg mee in de film Super (regie: Adolf Winkelmann).
In 1983 werd het lied Sonderzug nach Pankow van de LP Odyssee (een bewerking van Harry Warrens Chattanooga Choo Choo) een commercieel succes. Dit ontstak een discussie met de regering van de DDR, vanwege zijn wens in dat land te mogen optreden. In oktober van hetzelfde jaar trad Lindenberg in het Palast der Republik in Oost-Berlijn op. Lindenberg vierde zijn tienjarig jubileum, maar mocht zijn tournee niet door de rest van het land voortzetten. In 1985 lukte het Lindenberg in Moskou te mogen optreden. De ballade Horizont uit 1986 is opgedragen aan Gabi Blitz, een van de leden van het orkest die tragisch stierf aan een overdosis.
In 1987 schonk Lindenberg Erich Honecker in Wuppertal een Lederjacke in ruil voor een Schalmei. Desondanks moest hij wachten tot de val van de Berlijnse Muur voor zijn gewenste tournee. In juni 1988 trad Lindenberg samen met Michael Jackson, Pink Floyd en Nina Hagen op bij het Rockconcert voor het Rijksdaggebouw in West-Berlijn.
De voormalige leden van Lindenbergs' Panikorchester gingen een tijdje hun eigen weg en werkten met anderen zoals Peter Maffay. Kieran en Lukas Hilbert uit Tostedt kwamen bij het Panikorchester. De broers namen met de drummer Jean Autret drie jaar lang de begeleiding van Lindenbergs. Het album Ich will dich haben (1991) werd goud. Lukas Hilbert werd een tijdlang de muzikale leider, diens vader Erwin Hilbert werd zijn vertrouweling en secretaris. In het jaar 1989 stelde Udo Lindenberg met El Panico zijn autobiografie voor.
In 1996 had Lindenberg zijn eerste tentoonstelling als schilder. In december 2003 stelde hij - zijn cyclus Die 10 Gebote in de Hamburgerse St. Jacobikirche tentoon. In 2005 had hij een expositie in het Haus der Geschichte in Bonn. Verdere plaatsen: Werl, Dresden, Hamburg, Moyland. Daarnaast verschenen boeken en catalogi met zijn tekeningen en schilderijen. Werk van de Stricher van St.Pauli, zoals hij zichzelf soms noemt, bevinden zich in het Kanzleramt en in het Haus der Geschichte. Zijn vindingen 'Likörel' en 'Likörelle' (schilderingen waarvan de 'verf' bestaat uit likeur) heeft hij als merknamen laten registreren.
Voor zijn dertigjarig jubileum in 2003 ging Udo Lindenberg onder het motto Aufmarsch der Giganten op een tournee, die hem ook voor twee concerten naar de Volksrepubliek China voerde. In september 2005 kondigde hij ter gelegenheid van de hernieuwde uitgave van de film Panische Zeiten op dvd de oprichting van een Panikpartei aan.
In 2023 bracht de toen 76-jarige Lindenberg samen met rapper Apache 207 het nummer Komet uit. Daarmee behaalde hij voor het eerst in zijn carrière de eerste plaats van de Deutsche Singlecharts.

## Prijzen
- 1960: Nordwestdeutsches Jazz-Jamboree (beste drummer)
- 1989: Bundesverdienstkreuz am Bande voor zijn streven naar begrip tussen Oost und West
- 1991: ECHO muziekprijs (voor complete oeuvre)
- 1993 en 1997: Goldene Stimmgabel
- 2000: Goldene Europa
- 2003: Paul-Lincke-Ring
- 2004: Frankfurter Musikpreis
- 2004: Goldene Henne „Rockpoet der Einheit“
- 2004: Pioneers of Pop»-A-ward (SWR3)(New Pop Festival)
- 2005: Bremer Kultur- und Friedenspreis
- 2006: Eins Live Krone (voor complete oeuvre)
- 2007: Carl-Zuckmayer-Medaille
- 2008: Osgar (mediaprijs)
- 2009: Goldene Kamera (voor zijn muzikale oeuvre)
- 2009: ECHO muziekprijs (categorie 'nationale rock/pop)
- 2009: Berliner Bär (B.Z.-cultuurprijs)
- 2010: Verdienstorden des Landes Nordrhein-Westfalen
- 2010: Kulturpreis Deutsche Sprache. Jacob-Grimm-Preis
- 2010: Bambi (voor complete oeuvre)
- 2012: ECHO muziekprijs (categorieën Duitse rock/pop & bestverkochte DVD)
- 2012: Deutscher Radiopreis (bijzondere oeuvreprijs muziek)

## Lindenbergs' teksten
Lindenbergs' teksten beslaan wat betreft hun thematiek een breed spectrum. Zijn songs gaan bijvoorbeeld over zowel maatschappelijke als persoonlijke dramatiek. Hij gebruikt een beeldrijke taal en weet verhalen in treffende woorden te vertellen. De schrijver Benjamin von Stuckrad-Barre beschreef Lindenberg als de grootste naoorlogse lyrische schrijver en publiceerde een album waarop prominenten als Bryan Adams en Elke Heidenreich de teksten van Lindenberg voorlezen. (Poesiealbum, 2004).
Lindenberg engageert zich rond maatschappelijke en politieke thema's van zijn tijd sinds 1960. Veel songs (Wozu sind Kriege da) zijn een uitdrukking van zijn pacifistische kijk op de wereld. Begin jaren 80 nam hij stelling tegen de stationereng van Pershing II (middellangeafstand atoomraketten) in de Bondsrepubliek Duitsland en de SS-20 raketten in de DDR. Hij voerde het woord tijdens het concert Rock für den Frieden in de DDR en speelde tijdens vredesdemonstaties in West-Duitsland. Hij bekritiseert de milieuvervuiling in Grande Finale en het economische noord-zuidverschil in zijn lied Kleiner Junge.
In liederen als Lady Whisky, Mit dem Sakko nach Monaco en Riskante Spiele beschrijft hij op muzikale wijze alcohol- en drugsproblematiek. Verder speelt de liefde een grote rol in zijn teksten zoals in: Sie liebten sich gigantisch en Cello. Lindenberg schildert aquarellen met gekleurde likeuren die hij Likörellen noemt.

## HetPanikorchester
Het Panikorchester werd in op 13 augustus 1973 opgericht door een eerste concert in Emsdetten en heeft sindsdien in steeds wisselende bezettingen bestaan.
Van de oorspronkelijke bezetting bestaande uit Steffi Stephan – basgitaar, Gottfried Böttger – piano, „Backi“ Backhausen – drums, Karl Allaut – gitaar, Judith Hodosi – saxofoon) is tegenwoordig slechts Steffi Stephan over. Na meerdere wisselingen kwamen in 1976 Jean-Jacques Kravetz (piano), en Bertram Engel (slagwerk) erbij. In de jaren 80 ontwikkelde het Panikorchester haar huidige bezetting doordat in 1980 Hannes Bauer als gitarist, in 1983 Hendrik Schaper (keyboard) en in 1987 Carl Carlton (gitaar) erbij kwamen.
De eerste tournee door de DDR ging begin 1990 met een nieuwe bezetting van start. De digitale studiotechniek deed zijn intrede. In 1996 werd de oude crew bijeen geoepen voor een tournee door tien Duitse steden. Tijdens volgende tournees werd de groep door orkesten en meerdere gastmuzikanten ondersteund. De meeste platenproducties vonden plaats zonder de groep, in met wisselende bezettingen; soms waren de bandleden wel coproducent of medecomponist.

### Huidige bezetting van hetPanikorchester
- Steffi Stephan – bas en gitaar (1971–88, en sinds 1996)
- Jean-Jacques Kravetz – piano (1973–88, en sinds 1996)
- Bertram Engel – slagwerk (1976–88, en sinds 1996)
- Hannes Bauer – gitaar (1980–88, en sinds 1996)
- Hendrik Schaper – keyboard/piano (sinds 1983)
- Carl Carlton – gitaar (1987–88, en sinds 1996)

### Overig samenspel
- Peter Herbolzheimer (1975/76, 1988), Münchner Philharmoniker (1987), Deutsches Filmorchester Babelsberg (1997, 2000)
- Podiumassistentie (voornamelijk in de jaren '70): Renate Dahlke ("Elli Pyrelli"), Peter Arff ("Rudi Ratlos", viool), Thomas Scholz ("Felix"), Ralph Hermann ("vampier"), Jack Ford (pantomime).

## De muzikant met de hoed
Lindenberg schreef ooit een briefje aan Joseph Beuys waarin hij als overeenkomst hun beider hoed noemde. Net als Beuys is Lindenberg steeds een politiekbewust mens geweest; hij is een overtuigd voorstander van de sociaaldemocratie. Zo zong hij op het verjaardagsconcert van de voormalige kanselier Gerhard Schröder. Hij zette zich in voor de Afrikahulp Nackt im Wind voor Live Aid en protesteerde tegen de Berlijnse Muur met het lied Grüne Mauer. Steeds opnieuw is hij betrokken bij
projecten tegen Neonazisme, bijvoorbeeld zette hij in 2000 Rock gegen Rechte Gewalt op poten. In 1999 exposeerde Udo Lindenberg een groot aantal van zijn op cartooneske wijze geschilderde doeken in het grafische kabinet van museum Slot Moyland, bij de opening daarvan gaf hij een openluchtconcert. Er verscheen een catalogus waarin zijn grafische oeuvre gereproduceerd is (Der Pakt). In vele tekeningen is een man met een hoed en een glas in de hand te zien.

## Varia
Lindenbergs' acht jaar oudere broer Erich Lindenberg, die in 2006 in Berlijn overleed, was kunstschilder.
Het plein in Gronau waaraan het Rock'n'Pop Museum staat werd naar Udo Lindenberg genoemd. Daarnaast heeft hij zijn eigen artiestenster in het trottoir van de Reeperbahn in Hamburg.
Lindenberg woont in het Hamburgse Atlantic Hotel.
Door roken heeft 'de nachtegaal' een ietwat rauwe stem (hij overleefde in 1989 een hartaanval).
Op 25 juli 2016 is hij tot ereburger van zijn geboorteplaats Gronau benoemd.

## Discografie - LP's
- 1971 Lindenberg (Engels gezongen)
- 1972 Daumen im Wind
- 1973 Andrea Doria (met het Panikorchester)
- 1974 Ball Pompös
- 1975 Votan Wahnwitz en No Panic (Engels gezongen)
- 1976 Galaxo Gang, Waldemar Wunderbar en Sister King Kong
- 1977 Panische Nächte
- 1978 Dröhnland Symphonie en Geen Paniek (Nederlands gezongen) en Lindenbergs Rock Revue
- 1979 Der Detektiv en Livehaftig
- 1980 Panische Zeiten
- 1981 Udopia
- 1982 Intensivstationen (Live LP) en Keule
- 1983 Odyssee en Lindstärke 10
- 1984 Götterhämmerung
- 1985 Sündenknall en Radio Eriwahn
- 1986 Phönix
- 1987 Feuerland, Gänsehaut en I don't know who I should belong to
- 1988 Harmonie, Lieder statt Briefe (Duits-Russisch gezongen met Alla Pugatschowa) en Casa Nova (met Zeus B Held) en Hermine (Lindenberg zingt Holländer/Kästner/Eisler-Brecht ea.) en Horizont
- 1989 BRD
- 1990 Live in Leipzig
- 1991 Ich will dich haben, Unter die Haut en Gustav
- 1992 Panik Panther
- 1993 Benjamin
- 1994 Hut Ab (gezongen door verschillende van Lindenberg's vrienden en collega's)
- 1995 Kosmos
- 1996 Und ewig rauscht die Linde en Berlin
- 1997 Live 1996 en Belcanto (met het Duitse Filmorkest uit Babelsberg)
- 1998 Zeitmaschine (met Freundeskreis) en  Raritäten... & Spezialitäten
- 1999 30 Jahre Lindenberg
- 2000 Der Exzessor, Das Vermächtnis en Das Beste mit und ohne Hut
- 2001 Ich schwöre: das volle Programm (live met het Duitse Filmorkest uit Babelsberg)
- 2002 Atlantic Affairs
- 2003 Panikpräsident en Das Beste die 2
- 2004 Kompletto - Alle Hits
- 2008 Stark wie Zwei

### Duitse albumcharts
(Zie voor uitgebreide discografie en singlecharts de Duitse wikipagina.)
| jaar | album                            | D  |
| ---- | -------------------------------- | -- |
| 1974 | Ball Pompös1                     | 3  |
| 1974 | Alles klar auf der Andrea Doria1 | 23 |
| 1975 | Votan Wahnwitz1                  | 3  |
| 1976 | Galaxo Gang1                     | 4  |
| 1976 | Sister King Kong1                | 8  |
| 1976 | Panik Udo1                       | 34 |
| 1977 | Panische Nächte1                 | 31 |
| 1978 | Lindenbergs Rock-Revue1          | 15 |
| 1979 | Dröhnland-Symphonie1             | 15 |
| 1979 | Livehaftig1                      | 15 |
| 1979 | Der Detektiv1                    | 22 |
| 1980 | Panische Zeiten1                 | 12 |
| 1980 | Meine Panik1                     | 17 |
| 1981 | Udopia1                          | 5  |
| 1982 | Keule1                           | 9  |
| 1982 | Intensivstationen1               | 16 |
| 1983 | Odyssee1                         | 3  |
| 1983 | Lindstärke 101                   | 21 |
| 1984 | Götterdämmerung1                 | 3  |
| 1985 | Sündenknall1                     | 11 |
| 1985 | Radio Eriwahn präsentiert1       | 17 |
| 1987 | Feuerland1                       | 16 |
| 1987 | Phönix                           | 26 |
| 1988 | Gänsehaut                        | 5  |
| 1988 | Hermine                          | 26 |
| 1988 | Casa Nova                        | 32 |
| 1991 | Ich will dich haben              | -  |
| 1992 | Gustav                           | 69 |
| 1992 | Unter die Haut                   | 41 |
| 1992 | Panik-Panther                    | 24 |
| 1993 | Benjamin                         | 49 |
| 1995 | Kosmos                           | 44 |
| 1996 | Und ewig rauscht die Linde       | 39 |
| 1997 | Belcanto2                        | 29 |
| 1998 | Zeitmaschine                     | 49 |
| 2000 | Der Exzessor                     | 40 |
| 2001 | Ich schwöre - Das volle Programm | 80 |
| 2001 | Balladen                         | 91 |
| 2002 | Atlantic Affairs                 | 76 |
| 2003 | Der Panikpräsident               | 18 |
| 2005 | Absolut                          | 65 |
| 2008 | Stark wie Zwei                   | 1  |

1 Udo Lindenberg & Panikorchester

2 Udo Lindenberg & het Duitse Filmorkest uit Babelsberg

## Films
- Die Leute von Mümmelmannsberg (1976)
- Panische Zeiten (1980)
- Super (1984)
- WAAhnsinn – Der Wackersdorf-Film (1986)
- 7 Zwerge – Der Wald ist nicht genug (2006)
- Totgesagte leben länger (2008)